# ISS-Expeditie 20
ISS Expeditie 20 is de twintigste missie naar het International Space Station. De missie werd gelanceerd op 29 mei 2009.
Dit zal de eerste missie zijn die zes bemanningsleden heeft. De commandant van deze missie is Gennady Padalka van de Russische Ruimtevaartorganisatie. Gebaseerd op het huidige vluchtplan zal dit de laatste ISS-bemanning zijn die de space shuttle ziet koppelen aan het International Space Station. Omdat zes bemanningsleden naar het ISS vertrekken zullen er twee Sojoezraketten gelanceerd moeten worden omdat elke Sojoez maar drie bemanningsleden kan vervoeren.

## Bemanning
| Positie           | Eerste deel (mei tot juli 2009)       | Tweede deel (juli tot augustus 2009)  | Derde deel (augustus tot oktober 2009) |
| ----------------- | ------------------------------------- | ------------------------------------- | -------------------------------------- |
| Bevelhebber       | Gennady Padalka, RSA 3e ruimtevlucht  | Gennady Padalka, RSA 3e ruimtevlucht  | Gennady Padalka, RSA 3e ruimtevlucht   |
| Flight Engineer 1 | Michael Barratt, NASA 1e ruimtevlucht | Michael Barratt, NASA 1e ruimtevlucht | Michael Barratt, NASA 1e ruimtevlucht  |
| Flight Engineer 2 | Koichi Wakata, JAXA 3e ruimtevlucht   | Timothy Kopra, NASA 1e ruimtevlucht   | Nicole Stott, NASA 1e ruimtevlucht     |
| Flight Engineer 3 | Frank De Winne, ESA 2de ruimtevlucht  | Frank De Winne, ESA 2de ruimtevlucht  | Frank De Winne, ESA 2de ruimtevlucht   |
| Flight Engineer 4 | Roman Romanenko, RSA 1e ruimtevlucht  | Roman Romanenko, RSA 1e ruimtevlucht  | Roman Romanenko, RSA 1e ruimtevlucht   |
| Flight Engineer 5 | Robert Thirsk, CSA 2de ruimtevlucht   | Robert Thirsk, CSA 2de ruimtevlucht   | Robert Thirsk, CSA 2de ruimtevlucht    |

## Back Up Crew
- Jeffrey Williams -  Verenigde Staten
- Maksim Surajev -  Rusland
- Timothy Creamer -  Verenigde Staten
- Catherine Coleman-  Verenigde Staten
- Chris Hadfield -  Canada
- Dmitri Kondratjev-  Rusland
- André Kuipers -  Nederland